# 代用教員
代用教員（だいようきょういん）とは、戦前の小学校等に存在していた、教員資格を持たない教員。

## 概要
学制発布以来、小学校の教員は本来、師範学校で養成することとされていたが、師範学校卒業者数が十分でなかった他、それ以外の免許取得者を含め、戦前の学校現場では有資格者を十分確保できず、無資格者で代用することが多かった。こうした中で、1900年（明治33年）の小学校令改正において、従来授業生・雇教員などと呼ばれていた無資格教員による代用を正面から規定し、これ以降「代用教員」は法令の根拠のある教員区分となった。
一般的には1900年以前の授業生・雇教員等についても、代用教員と呼ばれることがある他、小学校が国民学校に改められた1941年（昭和16年）以降、代用教員は「助教」となったが、これらの時期を含め、幅広く「代用教員」と呼ばれる。一方、 中等教育学校においても無資格教員が存在していたが、これらは代用教員とは呼ばれない。代用教員は1900年以降、戦前を通じて、全国の小学校教員の1 - 2割を占めていた。特に農村地域においては、師範学校卒業生が就職することが少なかった他、小規模の町村にとって小学校運営は財政的負担が大きかったことから、給料を抑えられる代用教員に依存していた面もある。
代用教員の多くは旧制中学校・高等女学校、場合によっては高等小学校卒業者であり、上級学校に進学するための学資を得るために一時的に代用教員となった者もいるが、一旦代用教員になった上で、在職中に小学校教員検定を経て正規の教員免許を持つ教員になった者も多い。こうした検定による免許取得は、師範学校による養成と比肩する免許取得方法であった。初等教員総数のうち、師範学校卒業生は最も多い時期でも半数程度とされていることから、残る教員は代用教員か代用教員出身で検定により免許を取得した者である。
1949年（昭和24年）に制定された教育職員免許法において、小学校等の教員は免許状を有する者でなければならないと定められたため、代用教員の存在根拠が失われたが、新制中学校成立に伴う小中学校有資格教員不足を背景に、従前の代用教員には臨時免許状が付与され、助教諭の身分が与えられた。一方で、新制大学教育学部において正規免許を持つ教員が安定的に養成されるまでの間、新制高校卒業生に対しても臨時免許状が付与され、小中学校教員（助教諭）として採用された。こうした臨時免許状が付与された現職の教員（助教諭）については、1950年（昭和25年）度から1961年（昭和36年）までの計画的な現職教育により、上位の免許状が付与され、正規の免許状を有する教員（教諭）となった。

## 代用教員経験のある著名人
- 五島慶太 1882年生まれ
- 加藤鐐五郎 1883年生まれ
- 山村暮鳥 1884年生まれ
- 石川啄木 1886年生まれ
- 石田退三 1888年生まれ
- 野口源三郎 1888年生まれ[4]
- 細川嘉六 1888年生まれ
- 棚橋小虎 1889年生まれ
- 宇野浩二 1891年生まれ
- 田中菊雄 1893年生まれ
- 大屋晋三 1894年生まれ
- 加藤謙一 1896年生まれ
- 土光敏夫 1896年生まれ
- 吉屋信子 1896年生まれ
- 宇野千代 1897年生まれ
- 小口太郎 1897年生まれ
- 丸山薫 1899年生まれ
- 小津安二郎 1903年生まれ
- 森本六爾 1903年生まれ
- 加藤楸邨 1905年生まれ
- 松島詩子 1905年生まれ
- 大野一雄 1906年生まれ
- 小畑勇二郎 1906年生まれ
- 坂口安吾 1906年生まれ
- 柏村信雄 1907年生まれ
- 佐分利信 1909年生まれ
- 新美南吉 1913年生まれ
- 原田大六 1917年生まれ
- 竹下登 1924年生まれ
- 宮尾登美子 1926年生まれ
- 馬場のぼる 1927年生まれ
- 木田元 1928年生まれ
- 田中邦衛 1932年生まれ